# Der weiße Traum
Der weiße Traum ist ein großdeutscher Revuefilm von Regisseur Géza von Cziffra unter der künstlerischen Oberleitung von Karl Hartl aus dem Jahr 1943. Die Hauptrollen sind mit Olly Holzmann und Wolf Albach-Retty besetzt.

## Handlung
Das junge Eiskunstlauftalent Liesl erhält aufgrund einer Verwechslung zufällig eine Rolle bei einer neuen Revue am Palast-Theater. Eigentlich war diese Rolle jedoch für Lu Panther gedacht, die unbegabte Freundin des Theaterbesitzers Wildner.
Nach verschiedenen Pannen lässt Wildner vor der Premiere das Theater schließen. Doch Ausstattungschef Ernst Eder verlegt die Aufführung kurzerhand auf die Eisbahn von Liesls Onkel. Die nunmehrige Eisrevue beginnt mit dem Wiener Prater als Hintergrund und der Melodie Kauf Dir einen bunten Luftballon. Im Rahmen eines jeweiligen Märchenbildes werden sodann Spanien mit dem Lied Komm in das Land meiner Sehnsucht, komm nach Spanien, Ungarn mit dem Lied Spiel auf deiner Fiedel und ein Nachtlokal mit Jazz-Orchester mit dem Titel Ja, der Rhythmus aufs Eis zelebriert. Die Aufführung wird ein Riesenerfolg, und natürlich finden auch Ernst und Liesl zusammen.

## Produktion

### Produktionsnotizen, Hintergrund
Die Dreharbeiten begannen Mitte Februar 1943 in Wien, die Revueaufnahmen auf Eis fanden auf der Engelmannschen Kunsteisbahn in Wien-Hernals (Syringgasse 6–14) statt, die Choreographie besorgte Hedy Pfundmayr. Da es zu dieser Zeit keine Eisrevue gab, wurden die Mädchen auf Wiener Eislaufplätzen rekrutiert und von dem Eiskunstläufer Willy Petter, der offiziell gar nicht arbeiten durfte, da der Vorwurf im Raum stand, er sei nicht rein arisch, wochenlang ausgebildet. Der Film war kein Durchhaltefilm, worin der Grund lag, dass Karl Hartl sich über einen längeren Zeitraum mit dem Reichsfilmdramaturgen auseinandersetzen musste, um überhaupt eine Drehgenehmigung zu bekommen. Theodor Danegger, der eine tragende Rolle spielte, wird (wie andere Protagonisten) im Vorspann nicht erwähnt, da er am Ende der Dreharbeiten wegen Verstoßes gegen den § 175 verhaftet wurde. Die mit ihm gedrehten Szenen wurden aus der ursprünglichen Endfassung entfernt.

### Lieder im Film
Besonders populär wurde der Foxtrott Kauf Dir einen bunten Luftballon nach der Melodie von Anton Profes und dem Text von Aldo von Pinelli. Olly Holzmanns Singstimme stammt von Alda Noni. Weitere Filmlieder sind Wie schön wär heut für mich die Welt und Ich bin die Prater-Mizzi.

### Veröffentlichung, Erfolg, Remake
Uraufführung des Films war am 5. Oktober 1943 in Wien (Scala) und am 10. November 1943 in Berlin.
Der Film zählte zu den erfolgreichsten Filmen in der Zeit des Nationalsozialismus. Nach Angaben des Regisseurs soll er bis Kriegsende 35 Millionen Mark eingespielt haben und zum größten Publikums- und finanziellen Erfolg in der Geschichte des Schwarzweißfilms geworden sein.
Im Jahr 1960 drehte Géza von Cziffra das Remake Kauf Dir einen bunten Luftballon.

## Rezeption

### Kritik
Wie bei verschiedenen anderen erfolgreichen deutschen Unterhaltungsfilmen während des Zweiten Weltkrieges gab es nach dem Krieg unterschiedliche Ansichten, ob ein Film wie dieser eher systemstabilisierend oder systemfern war. Karsten Witte sah ihn in Wir tanzen um die Welt 1979 als typischen Ablenkungsfilm von den damaligen Kriegsereignissen: „Der Entertainer im Eisstadion rät seinem Publikum, mit Lachen statt mit Kohlen zu heizen. Hier gibt die Filmindustrie einen Rat im weißen Alptraum: dem Winter von Stalingrad.“
Regisseur Géza von Cziffra dagegen verwies in seiner Autobiografie Kauf' Dir einen bunten Luftballon 1975 darauf, dass Karl Hartl, Produktionsleiter der Wien-Film und künstlerischer Oberleiter, wochenlang mit dem Reichsdramaturgen um die Genehmigung des Stoffes habe kämpfen müssen, da Goebbels gerade zu dieser Zeit von der Wien-Film „mehr Besinnung auf den Geist der Zeit, klare Aussagen und keine feige Flucht in die Vergangenheit“ verlangt habe.
Der katholische Film-Dienst kam zu einem anerkennenden Urteil und schrieb, Der weiße Traum sei „ein inszenatorisch und choreografisch bemerkenswerter Revuefilm mit flotter, aber nebensächlicher Komödienhandlung, der ansehnliche Unterhaltung in aufwendiger Ausstattung bietet“, räumte aber ein, es handle sich um ein „Stück deutsches Traum-Kino mit betonter Ausklammerung eines jeden Wirklichkeitsbezuges.“

### Auszeichnung
Der weiße Traum erhielt das Prädikat „künstlerisch wertvoll“ der nationalsozialistischen Berliner Filmprüfstelle.